# Xestipyge radulum
Xestipyge radulum är en skalbaggsart som först beskrevs av Sylvain Auguste de Marseul 1862.  Xestipyge radulum ingår i släktet Xestipyge och familjen stumpbaggar. Inga underarter finns listade i Catalogue of Life.